# 圣安东尼奥-迪加卢拉
圣安东尼奥-迪加卢拉（義大利語：Sant'Antonio di Gallura），是意大利撒丁大区薩薩里省的一个市镇。总面积81.27平方公里，人口1694人，人口密度20.8人/平方公里（2009年）。ISTAT代码为104021。